# Darling Peninsula
Darling Peninsula är en halvö i Kanada.   Den ligger i territoriet Nunavut, i den nordöstra delen av landet, 3 800 km norr om huvudstaden Ottawa.
Trakten runt Darling Peninsula är permanent täckt av is och snö. Trakten runt Darling Peninsula är nära nog obefolkad, med mindre än två invånare per kvadratkilometer.